# Else von der Tanne

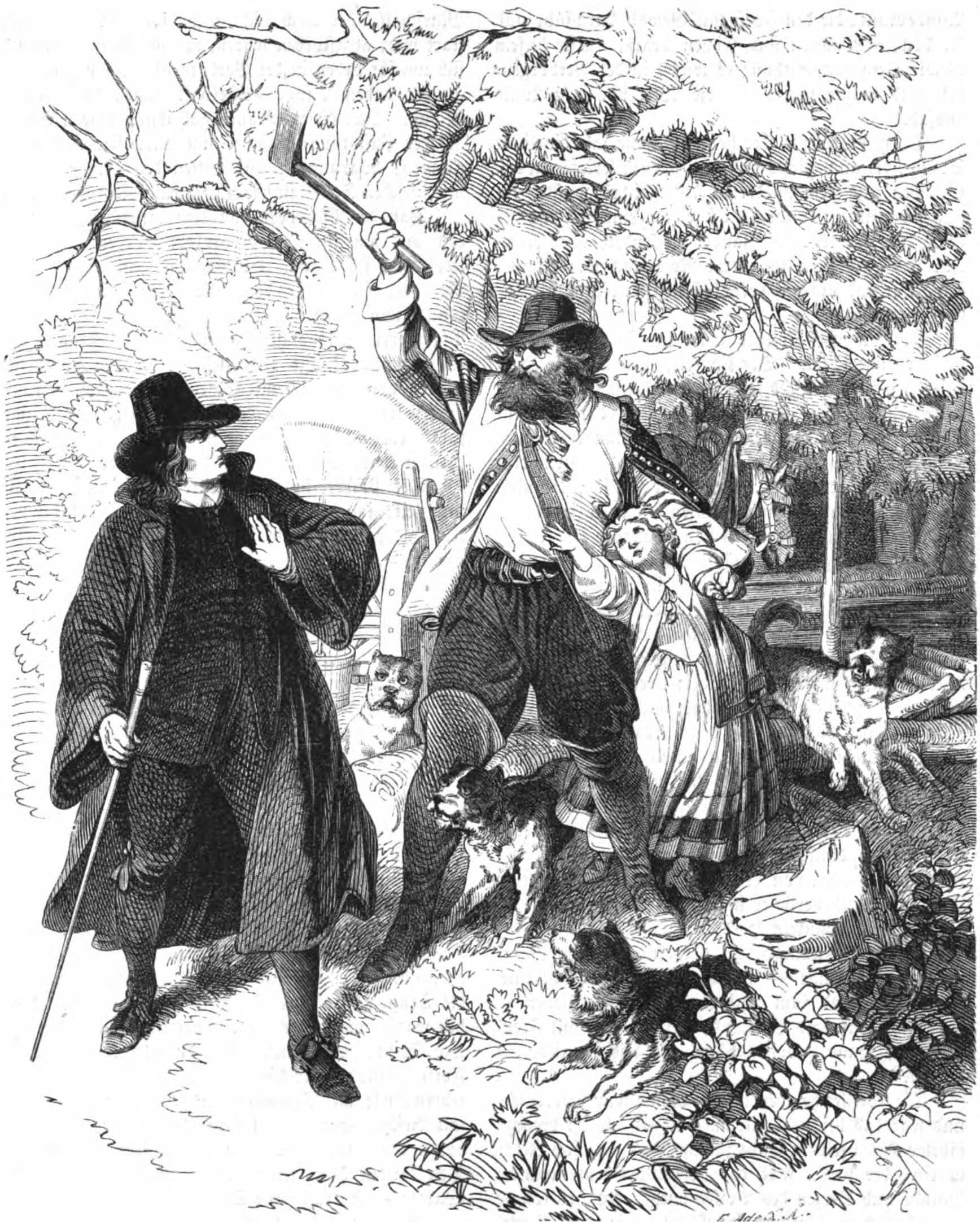
Szene „Begegnung im Walde“ in der historischen Novelle „Else von der Tanne“ von Wilhelm Raabe. Grafik von Kühn und Ade.

Else von der Tanne ist eine historische Novelle von Wilhelm Raabe, die im Winter 1863/1864 entstand und 1865 in der Zeitschrift „Freya. Illustrirte Blätter für die gebildete Welt“ bei Moritz Hartmann in Stuttgart erschien. Die Buchausgabe brachte Hallberger in Stuttgart innerhalb der Sammlung „Der Regenbogen“ 1869 heraus. Zu Raabes Lebzeiten erschienen 1871, 1896, 1901 und 1905 Nachauflagen.
In Deutschland kann keiner dem Dreißigjährigen Krieg entfliehen, selbst wenn er sich jahrelang tief im wilden Harz verbirgt.

## Inhalt
Am Nachmittag des Heiligen Abends anno 1648 sitzt Pfarrer Leutenbacher in dem Harzdorf Wallrode immer noch über seiner Weihnachtspredigt. Er bringt sie nicht fertig. Den ganzen Tag hat es geschneit. „Das Gestäube und Gewirbel“ vor der Tür will kein Ende nehmen. Da pocht jemand an das Fenster und überbringt eine Nachricht: „Die schöne junge Else muß sterben“. Leutenbacher springt auf und dringt durch das Schneetreiben bis zu der einsamen Hütte an der hohen Tanne vor. Elses Vater, der Magister Konradus, öffnet auf das Pochen hin. Der Pfarrer wird eingelassen. Else ist tot. Der Geistliche kniet nieder. Dann verlässt er die Behausung und verliert sich in der Wildnis. Die Bauern suchen ihren Pfarrer und finden erst am zweiten Weihnachtstag nach langem Suchen fernab vom Dorf seine Leiche.
Leutenbacher war 1610 geboren worden. Die „Raubgesellen des General Pfuhl“ und dann noch die des Linnard Torstenson hatten ihn gefoltert. Die Barbaren aus der Truppe des Gallas hatten ihm den „schwedischen Trunk“ eingeflößt.
Bannier hatte nördlich des Harzes achtzigtausend Menschen umbringen lassen. Magister Konradus hatte 1636, als in Magdeburg die Pest ausbrach, seine sechsjährige Tochter Else während der Schwedenzeit in den Harzwald getragen. Fünf Jahre zuvor waren zwei Geschwister und die Mutter Elses verbrannt. Der Magister Konradus war Lehrer an der Domschule zu Magdeburg gewesen.
Der Gelehrte zimmert sich an der hohen Tanne, abseits des Dorfes im Wald, eine windschiefe Hütte. Als Leutenbacher nach den Fremden sehen will, begegnet ihm Else zwar freundlich, der Magister allerdings feindselig. Er bedroht ihn und will nicht mit ihm sprechen, worauf der Pfarrer zurück ins Dorf geht. Dort angekommen, rät er seiner Gemeinde, die Fremden in Frieden zu lassen, da in den Kriegsjahren, in denen sie lebten, ein Jeder verwirrt sei. Die Dörfler sind nicht begeistert, hören aber auf ihren Pfarrherren. Drei Wochen später kommt Magister Konrad überraschend ins Dorf und lässt sich vor den Ruinen des Gemeindehauses nieder. Daraufhin lassen die Dörfler nach Leutenbacher schicken, der auch kommt und von Konradus höflich auf Lateinisch begrüßt wird. Dieser entschuldigt sich zunächst beim Pfarrherren für sein zunächst feindseliges Benehmen und bittet ihn darum, dass er und seine Gemeinde beim Bau einer Hütte für Else und ihn helfen. Sollten sie ihm helfen, verspricht er sie zu entlohnen. Die Dorfbewohner sind zunächst gespaltener Meinung, da die einen die Belohnung wollen, die anderen aber durch das Leid des Krieges niemandem mehr trauen. Als Konrad ihnen letztendlich seinen Namen nennt und ihnen vier Goldstücke anbietet, werden die Zweifler überstimmt. Zwischen dem Magister und Pfarrer Leutenbacher wird per Handschlag ein Vertrag geschlossen. Die Wallröder helfen. Zwar sind die beiden Fremden einigen Bauern nicht geheuer, aber die Magdeburger dürfen bleiben. Der Magister, der unter anderem einige wissenschaftliche Instrumente besitzt, macht sich mit diesen Besitztümern bei den ungebildeten Dorfbewohnern nicht besonders beliebt. Für sie sind diese Gerätschaften fremd und da Konrad zudem versucht sein Tun vor ihnen möglichst geheim zu halten, gehen schon sehr bald üble Gerüchte über ihn im Dorf herum. Diese verlieren auch mit der Zeit nicht an Kraft, sondern gewinnen deutlich an Stärke. Bald bereuen sämtliche Dorfbewohner, mit Ausnahme Leutenbachers, dass sie den Fremden gestattet haben an diesem Ort zu bleiben. Zunächst will Magister Konradus vom Pfarrer Leutenbacher nichts wissen. Doch im Frühling des Jahres 1637 gibt der Magister seine Zurückhaltung auf. Er trifft den Pfarrer im Wald und da Else über den Winter erkrankt ist, fragt er ihn nach einer Stelle, an der Johanniskraut zu finden sei. Leutenbacher zeigt ihm diese, hilft ihm beim Pflücken der Pflanze und kommt mit ihm ins Gespräch. Die beiden Männer stellen fest, dass sie einem gebildeten Gegenüber begegnet sind und freunden sich daraufhin langsam aber stetig miteinander an, was auch dazu führt, dass der Pfarrer die Vorgeschichte des Magisters und seiner Familie erfährt. Das Wunder und der Zauber heben nun für den Pfarrer an. Leutenbacher wird in den Bann der großen dunkelblauen Augen des Kindes gezogen. Else lehrt den Pfarrer das Lied vom guten Bischof Buko und pflückt dabei im Bergwald gelbe Butterblumen. Aus der Ebene dringt ein Grollen herauf. Generalleutnant Königsmark jagt sich mit den Kaiserlichen. Mit den Jahren wächst Else von der Tanne zur schönsten der Jungfrauen heran. Friede kehrt in die Seele des gequälten Pfarrers ein, sobald er in Elses Nähe sein darf. Es ist ihm dann, als lebe er im Augenblick gar nicht in Kriegszeiten.
Pfarrer Leutenbacher überredet Else und ihren Vater, am Johannistag anno 1648 ein einziges Mal nur ins Dorf hinabzusteigen. Die Magdeburger sollen Leutenbachers Predigt hören. Beide Außenseiter stimmen zu, übersehen jedoch beim ungewohnten Kirchgang bedrohliche Anzeichen. Das Reh begleitet Else und ihren Vater bis an den Waldrand, schaut ihnen kurz nach und flüchtet dann in wilder Hast in den Wald hinein. Die Dorfbewohner, denen sie auf ihrem Weg begegnen, erwidern nicht ihren Gruß und gebärden sich unfreundlich. Selbst die offensichtliche Warnung einer im Dorf verrufenen, alten Frau nehmen die beiden Waldbewohner nicht ernst. Es kommt wie es kommen muss und das drohende Unheil nimmt seinen lauf. Else gilt im Dorf als Hexe und der treu sorgende Vater als ihr Hexenmeister. Als Leutenbacher die beiden auf dem Kirchhof begrüßen will, fordern die Dörfler deshalb sehr deutlich von ihm, den Fremden den Kirchgang zu verbieten. Doch auch der Pfarrer nimmt den Zorn seiner Gemeinde nicht ernst und begeht den Fehler, Else bei der Hand zu nehmen und in die Kirche zu führen. Weiterhin ruht sein Blick während des Gottesdienstes nicht auf seiner Gemeinde, sondern nur auf Else. Dies steigert die Wut der Dorfbewohner ins Unermessliche und die auf dem Friedhof zurückgebliebenen Dorfbewohner versuchen nun die Hexer in der Kirche zu bannen. Hierzu bedienen sie sich eines abergläubischen Rituals, welches das Ausstreuen von Graberde und das Anbringen eines von einem Galgenbaum gebrochenen Zweiges beinhaltet. Als die Kirchgänger nach der Messe die Kirche verlassen, rufen ihnen ihre Genossen zu, was sie zur Bannung der Hexe getan hätten, und die Gemeinde versammelt sich schreiend vor der Kirche, um zu sehen, ob die Fremden doch das Gotteshaus verlassen könnten. Der Pfarrherr begeht nun den nächsten Fehler und bittet die Fremden in der Kirche zu warten, bis die aufgebrachte Menge sich aufgelöst hätte. Als dies jedoch nicht geschieht, versuchen Vater und Tochter die Kirche trotzdem zu verlassen und werden dabei von Leutenbacher begleitet, der seine Gemeinde anruft, ihm zuzuhören und ihre Wut zu zügeln. Seine Bemühungen sind vergebens, da die Dorfbewohner der Überzeugung sind, dass die Fremden ihn verzaubert hätten. Erdklumpen, Stöcke und Steine fliegen und einer dieser Kiesel trifft Else an der linken Brust, woraufhin sie aus dem Mund blutet und bewusstlos wird. Leutenbacher und der Magister tragen sie ins Pfarrhaus, wo sie den Tag verbringen. Erst als es Abend wird, erwacht Else kurz, erinnert sich an das Geschehene und versinkt wieder in Ohnmacht. Der Geistliche und ihr Vater bringen sie daraufhin in die Waldhütte und kein Dorfbewohner, außer der alten Frau vom Morgen, folgt ihnen. Fortan liegt die Jungfrau krank in der Hütte ihres Vaters. Hier setzt nun wieder die oben bereits beschriebene Geschichte des Pfarrers, der seine Weihnachtspredigt schreibt, ein. Seine Leiche wird von den Dorfbewohnern im Dorf begraben, während der Magister seine Tochter in der Wildnis bestattet. Er verlässt im Frühling den Wald und die alte Frau weiß zu berichten, dass der Schatten des Todes ihm gefolgt sei.

## Form
Erzählt wird in drei Ebenen. Da ist zunächst die oben eingangs skizzierte Beschreibung der letzten Lebensstunden des Pfarrers zu Weihnachten. Dann erinnert sich Pfarrer Leutenbacher in jenen wenigen Stunden wehmütig an die schönen elf Jahre, in denen er Else lieben durfte. Drittens kommt noch der Erzähler zu Wort. Der schaut an mehreren Textstellen in die düstere Zukunft, von der der Leser noch nichts Genaues weiß. Zum Beispiel erzählt er: „Es war entsetzlich – ein Schmerz sondergleichen, an diesen Glanz, diese Holdseligkeit des Lebens, welche auf ewig versinken sollten, in dieser winterlichen Sturmesnacht denken zu müssen.“ Mit solchen Einschüben wird dem aufmerkenden Leser jede Hoffnung genommen.
Oppermann hat das zähe Ringen Raabes um eine neue, nichttriviale Form geschildert. Zuvor hatte der Autor mit dem ziemlich linear strukturierten und deswegen eingängigen „Hungerpastor“ Erfolg gehabt.
Raabes tiefer Pessimismus, wenn er vom Krieg spricht, nimmt in der Novelle Gestalt an: „Ihnen beiden [Else und dem Pfarrer] war das Beste gegeben, was Gott zu geben hatte in dieser Christnacht des Jahres eintausendsechshundertvierzigundacht.“ Mit dem Besten ist der Tod als die Erlösung von dem Übel gemeint.

## Zentrale Themen

### Grenzziehung
„Grenzziehungen spielen in Else von der Tanne eine wichtig Rolle.“ Bereits der Dreißigjährige Krieg, vor dessen Hintergrund die Novelle spielt, hat mit diesem Thema zu tun. Die räumlichen Grenzverschiebungen auf dem damaligen Gebiet des Heiligen Römischen Reiches Deutscher Nation sind Beweis dafür. Dass diese nicht ohne Folge für die damalige Bevölkerung blieb, wird in Raabes Werk deutlich. Am Rande wird immer wieder auf das Leid, welches die Dorfbewohner durch die Söldner erdulden mussten, hingewiesen.
Hieraus ergeben sich innerhalb des Dorfes und dessen unmittelbarer Umgebung weitere Grenzziehungen, die für die Novelle von zentraler Bedeutung sind.
Eine der ersten Abgrenzungen die angesprochen wird, ist die des Pfarrers von seiner Gemeinde. Zwar gehört er, auf Grund seines Berufes und seiner Herkunft, zur Dorfgemeinschaft, grenzt sich allerdings durch seine Bildung deutlich von den Dorfbewohnern ab. Seine Predigten verfasst er normalerweise außerhalb der drückenden Enge des Dorfes und dessen in sich geschlossenen Dorfgemeinschaft, im Wald von Wallrode. Der Wald gewinnt dadurch an besonderer Bedeutung. Obwohl er als Teil der Wildnis so oder von der Zivilisation des Dorfes abgegrenzt ist, wird diese Grenzziehung noch verschärft, da er durch den Pfarrer (und später auch den Meister Konradus) zudem als Ort der freien, geistigen Entfaltung verstanden werden kann. „Der Wald wird somit zum Ort, wo Bildung und freie Entfaltung des Menschen noch möglich sind, wo das Menschsein vom Schönen und Guten bestimmt ist.“ Damit steht er im krassen Gegensatz zum vom Krieg verwüsteten Dorf und der dort herrschenden Bildungslosigkeit und Meinungskonformität. Es ist somit kein Wunder, dass der Magister und seine Tochter nicht nach Wallrode, sondern in den Wald ziehen. Dies bestärkt allerdings eine weitere Grenzziehung. Der fremde Magister versucht nicht einmal die Grenzen des Fremdseins aufzuheben. Er verstärkt sie anfangs sogar noch durch sein abweisendes Verhalten gegenüber den Dorfbewohnern und ihrem Pfarrer. Der einzige Kontakt der zunächst halbwegs freundlich stattfindet, geschieht auf rein geschäftlicher Basis. Dies ist damit zu begründen, dass der Magister eine Grenze zwischen sich und dem Rest der Menschheit gezogen hat, da er nach dem Tod seiner Familie Magdeburg verließ, um mit seiner verbliebenen Tochter fernab der Zivilisation zu leben.
Die Ereignisse des Johannistags zeigen beispielhaft, dass eine Grenzüberschreitung seitens der Fremden von den Dorfbewohnern nicht geduldet wird. Das Resultat dieser Ereignisse ist auch ausschlaggebend dafür, dass der Pfarrer sich am Ende vom Dorf entfernt, um zu sterben. Er wählt den Tod außerhalb der Grenzen des Dorfes, da für ihn keinerlei Bindung mehr an seine Gemeinde zu bestehen scheint. „Seine Grenzüberschreitung hin zum Wald wird von den Dörflern jedoch noch nicht einmal im Tod akzeptiert“, da sie seine Leiche ins Dorf zurück tragen und dort begraben.

### Umgang mit dem Fremden
Ein  weiteres Thema der Novelle ist der Umgang mit dem Fremden. Hierbei spielt Misstrauen eine große Rolle. Die Wallroder sind durch die Wirren und das Leiden des Krieges extrem misstrauisch gegenüber allem Fremden geworden. Wie weit ihr Argwohn reicht, erkennt man an ihren Reaktionen auf das Gesuch des Magisters, der ihnen Geld für die Hilfe beim Bau seiner Hütte bietet. „Die einen sagten, man müsse dem ausländischen Herrn helfen, da er Geld biete und wenig verlange; die anderen vermeinten, dem Ding sei nicht zu trauen und das Wesen gefalle ihnen gar nicht. Letztere hatten den Kopf voll von allerlei unheimlichen Bedenken und meinten: sie traueten (sic!) niemandem mehr, nicht dem Nachbar, nicht dem Verwandten, ja kaum noch dem Herrgott.“ Bei manchen scheint somit das Misstrauen sogar über die Grenzen des Fremden hinauszugehen und selbst das Bekannte zu beeinflussen. Einzig ihr Pfarrer scheint keinerlei Anzeichen von Misstrauen zu zeigen, denn „[…] er allein kultiviert ein tolerantes Menschenbild“. Er versucht auf die Fremden zuzugehen und Kontakt mit ihnen aufzubauen. Dies gelingt ihm anfangs zwar nicht, da auch der Magister eine abwehrende Haltung gegenüber den für ihn fremden Dorfbewohnern einnimmt, doch mit der Zeit baut der gebildete Mann auch sein Misstrauen gegenüber Leutenbacher ab. Aus den Fremden werden Bekannte und das Verhältnis der beiden zueinander kann durchaus als freundschaftlich beschrieben werden. Das verbindende Element der beiden Männer ist hierbei ihre Bildung. Somit ist es auch nicht verwunderlich, dass die Dorfgemeinschaft keinen Bezug zu den Fremden findet, da sie keinerlei Gemeinsamkeiten mit ihnen teilt und der Bildung des Magisters ebenso argwöhnisch gegenübersteht wie dessen fremder Herkunft.
Das schlechte Verhältnis zwischen den Dorfbewohnern und den Fremden ist somit durch Misstrauen geprägt, welches auch durch die Freundschaft des Pfarrers mit Letzteren nicht gebessert wird. Wallrodes Bevölkerung nimmt das positive Lebensgefühl, das ihr Pfarrer durch den Kontakt mit den Fremden, insbesondere Else, gewinnt, überhaupt nicht wahr. Die Bewohner werden in ihrer Abneigung sogar durch diese Freundschaft bestärkt, da Leutenbacher sich dadurch immer mehr vom Dorf entfernt und immer häufiger die Fremden aufsucht. Das Fremde an sich wird für die Dorfbewohner zu etwas Veränderndem. Es verändert den Geistlichen, den sie als Teil ihrer Dorfgemeinschaft sehen. Die Schuld wird deshalb auch nicht beim Pfarrer gesucht, sondern bei den Außenseitern, da durch sie diese Veränderung erst eingetreten ist. Somit findet eine Projektion des Negativen auf das Fremde statt und die fremden Menschen, die im Wald leben, werden zwangsläufig mit allem Negativen assoziiert. Da dieses Negative allerdings nicht wirklich sichtbar ist, da die Fremden keine offensichtlichen Straftaten oder Ähnliches begehen, wird das Unsichtbare, in diesem Fall die Hexerei, zur befriedigendsten Erklärung der ungebildeten und abergläubischen Dorfbewohner. Die für die meisten Menschen dieser Zeit unbekannten, wissenschaftlichen Gegenstände die Konrad mit sich gebracht hat, tragen zu dieser Idee noch erheblich bei. Eine sachliche Auseinandersetzung findet also nicht statt. Mit dem Fremden wird misstrauisch umgegangen und es findet auch kein Versuch statt, sich mit ihm zu beschäftigen. Lediglich die negativen Eindrücke werden wahrgenommen und durch Vermutungen und Gerüchte bestärkt.

### Gewalt, die von der Masse ausgeht
Ein anderes Thema, das die Novelle beinhaltet, ist Gewalt, die von der Masse ausgeht. Hierbei spielt auch wieder der Krieg eine wichtige Rolle, da er zum einen aus der Gewalt besteht, die sich die unterschiedlichen Heere, die ja aus Menschenmassen bestehen, einander entgegenbringen und zum anderen aus der Gewalt, die der Zivilbevölkerung widerfährt. Einige Schlachten des Dreißigjährigen Krieges werden immer wieder am Rande erwähnt, da man den Kriegslärm in Wallrode und dessen Umgebung hin und wieder vernehmen kann. Die Gewalt, welche die Zivilbevölkerung dadurch erfährt, wird aber anhand des zerstörten Magdeburgs und des Dorfes viel deutlicher.
Wallrode wurde von drei unterschiedlichen Heeren heimgesucht und immer mussten die Dorfbewohner darunter leiden. Sie sind somit von Massengewalt geprägt worden. Es ist deshalb nicht verwunderlich, dass die Gewalt, die am Ende des Buches die junge Else trifft, von einer Masse aus aufgebrachten Dörflern ausgeht und nicht von ein oder zwei Individuen. „Gerade in der Masse verkörpern die Dörfler das Böse schlechthin.“ Dies lässt sich auch daran erkennen, dass die von Raabe namentlich genannten und individualisierten Personen (Else, Magister Konrad und der Pfarrer) für das Gute, Tugendhafte und Gebildete stehen. Sie leiden unter dem Krieg, verlieren aber unter seinem Einfluss nicht ihre Menschlichkeit.
Die in der Novelle beschriebene Art der Gewaltausübung durch die Dorfbewohner, der ein Massendenken zugrunde liegt, reiht sich nahtlos in die Gewalt des Krieges und der mit ihm verbundenen Heere ein, da auch hier zwei einander fremde Parteien aufeinander treffen. Die Thematik des Umgangs mit dem Fremden vermischt sich hierbei mit der Thematik des Krieges und der Massengewalt.

## Zitat
- „Es ist keine Rettung in der Welt vor der Welt.“[13]

## Rezeption
- Diese Geschichte sei von Raabe frei erfunden. Es seien also keine Quellen, die Historie betreffend, nachweisbar.[14]
- Hoppe[15] zählt den Text zu den verbreitetsten Publikationen Raabes. Das geht auch aus der Raabe-Bibliographie innerhalb der Braunschweiger Ausgabe hervor. Dort listet Meyen 23 Ausgaben[16] und 14 Besprechungen[17] auf.
- Die Novelle sei „fast ein Meisterwerk“.[A 4]
- Weiter führend ist zum Beispiel der Aufsatz von Rüttiger.

## Ausgaben

### Erstausgabe
- Der Regenbogen. Sieben Erzählungen von Wilhelm Raabe. Hallberger, Stuttgart 1869. Bd. 1 enthält Die Hämelschen Kinder. Else von der Tanne. Keltische Knochen. Sankt Thomas

### Verwendete Ausgabe
- Else von der Tanne oder Das Glück Domini Friedemann Leutenbachers, armen Dieners am Wort Gottes zu Wallrode im Elend. S. 529–567 in: Peter Goldammer (Hrsg.), Helmut Richter (Hrsg.): Wilhelm Raabe. Ausgewählte Werke in sechs Bänden. Band 1: Die Chronik der Sperlingsgasse. Nach dem großen Kriege. Erzählungen 1860–1870. 928 Seiten. Aufbau-Verlag Berlin und Weimar 1966 (Textgrundlage: Karl Hoppe (Hrsg.): die historisch-kritische Braunschweiger Ausgabe)

- Wilhelm Raabe: Else von der Tanne. Reclams Universal-Bibliothek. Stuttgart 2009.

### Weitere Ausgaben
- Wilhelm Raabe: Else von der Tanne. Mit 8 ganzseitigen Original-Steinzeichnungen von Hugo Steiner-Prag. 55 Seiten. Verlagsanstalt Hermann Klemm, Berlin um 1926
- Else von der Tanne. S. 159–198. Mit einem Anhang, verfasst von Hans Oppermann, S. 455–473 in Karl Hoppe (Bearb.), Hans Oppermann (Bearb.), Hans Plischke (Bearb.): Erzählungen. Das letzte Recht. Eine Grabrede aus dem Jahre 1609. Holunderblüte. Die Hämelschen Kinder. Else von der Tanne. Keltische Knochen. Drei Federn.  Vandenhoeck & Ruprecht, Göttingen 1974. Bd. 9.1 (2. Aufl., besorgt von Karl Hoppe und Rosemarie Schillemeit), ISBN 3-525-20118-4 in Hoppe (Hrsg.), Jost Schillemeit (Hrsg.), Hans Oppermann (Hrsg.), Kurt Schreinert (Hrsg.): Wilhelm Raabe. Sämtliche Werke. Braunschweiger Ausgabe. 24 Bde.
- Wilhelm Raabe: Else von der Tanne. Reclams Universal-Bibliothek 7575, anno 1986, ISBN 978-3-15-007575-3